# جانيت دونالد
جانيت دونالد (بالإنجليزية: Janet Donald)‏ هي قائدة دينية نيوزيلندية، ولدت في 1819، وتوفيت في 27 مارس 1892.